# Слащов Яків Олександрович
Яків Олександрович Слащов-Кримський (рос. дореф. Слащовъ, 29 грудня 1885 року [10 січня 1886] — 11 січня 1929, Москва) — російський, білогвардійський та радянський військовик, військовий викладач, генерал-лейтенант, активний учасник Білого руху, один з небагатьох білогвардійських генералів, що повернувся в Росію після радянської амністії.

## Дитинство
Яків Олександрович народився 12 грудня 1885 року в Санкт-Петербурзі в родині військового полковника Олександра Слащова і його дружини Віри Олександрівни. У 1903 році закінчив один з найпрестижніших середніх навчальних закладів столиці — Санкт-Петербурзьке реальне училище Гуревича, після чого був прийнятий в Павловське військове училище.

## Бойовий шлях

### До Жовтневого перевороту

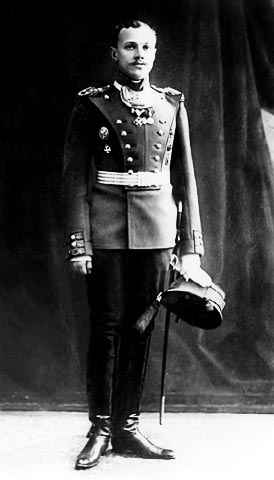
На навчанні

Закінчивши Миколаївську академію Генерального штабу за 2-м розрядом (без права зарахування до Генерального штабу через низький середній бал) у 1905 році був зарахований до особового складу в Лейб-гвардії Фінляндський полк, в якому продовжував служити командиром роти, командиром батальйону і помічником командира полку.
18 серпня 1914 року лейб-гвардії Фінляндський полк всіма чотирма батальйонами рушив на фронт. Разом з іншою гвардією він був зарахований до резерву Ставки Верховного головнокомандувача. Брав участь майже у всіх боях свого полку на фронті Першої світової війни. Був п'ять разів поранений і двічі контужений. У1915 році нагороджений Георгіївською зброєю, а в 1916 році — орденом Святого Георгія 4-го ступеня. З 1916 року  — полковник. З липня 1917 року — командувач Московським гвардійським полком. Його змістили з посади командира полку тільки після соціалістичної революції, а в грудні 1917 року він вже приєднався до Добровольчої армії. Його ад'ютантом став катеринославець Всеволод Гротто-Слєпіковський (1895-1977).

### Громадянська війна
- грудень 1917 — приєднався до Добровольчої армії.
- січень 1918 — відправлений на Кавказ для створення офіцерських організацій в цих районах.
- травень 1918 — начальник штабу партизанського загону полковника А. Г. Шкуро; начальник штабу 2-ї Кубанської козачої дивізії генерала С. Г. Улагая.
- 6 вересня 1918 — командир Кубанської пластунської бригади в складі 2-ї дивізії Добровольчої армії.
- 15 листопада 1918 — командир 1-ї окремої Кубанської пластунської бригади.
- 18 лютого 1919 — командир бригади в складі 5-ї піхотної дивізії.
- 8 червня 1919 — командир бригади в складі 4-ї піхотної дивізії.
- 14 травня 1919 — за бойові заслуги підвищений до генерал-майора.
- 2 серпня 1919 — начальник 4-ї піхотної дивізії ЗСПР (13-а та 34-а зведені бригади).
- 6 грудня 1919 — командуючий 3-го армійського корпусу.

### У Криму

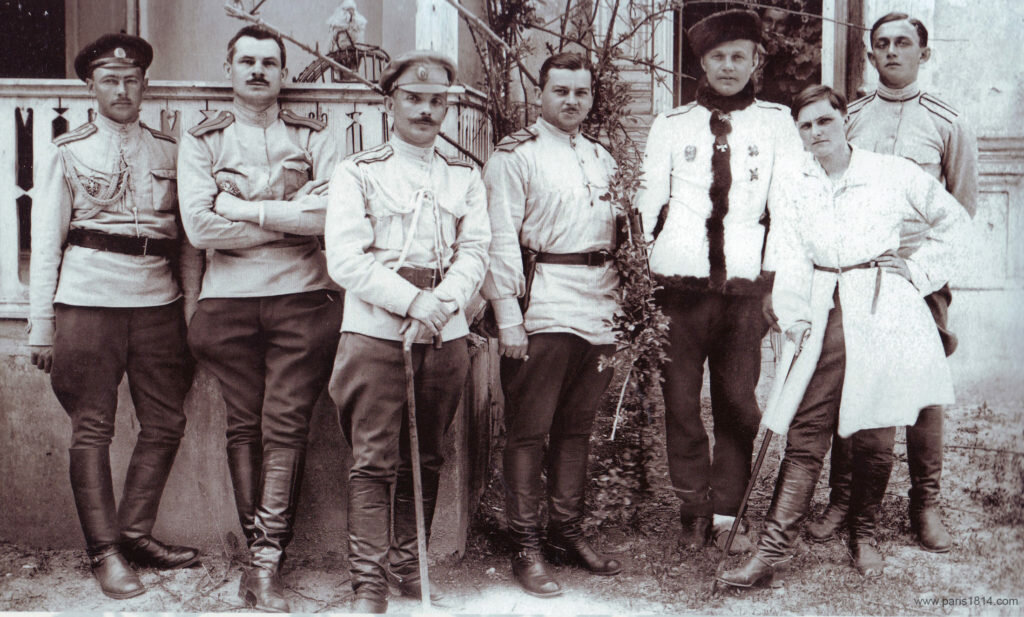
Командир Кримського корпусу генерал-лейтенант Я. О. Слащов (третій справа) с чинами свого штабу: начальник штабу корпусу генерал-майор Г. О. Дубяго (четвертий справа), ординарець Слащова Нечволодова (справа на передньому плані) — згодом його дружина. Крим, квітень — травень 1920

- 27 грудня 1919 — На чолі корпусу.
- Зима 1919—1920 — Керівник оборони Криму.
- Лютий 1920 — Командуючий Кримським корпусом колишнього 3-го армійського корпусу
- 25 березня 1920 — підвищений до генерал-лейтенанта з призначенням командуючим 2-м армійським корпусом.
- 5 квітня 1920 року генерал Слащов подав П. М. Врангелю рапорт с описом основних проблем на фронті з переліком пропозицій.
- З 24 травня 1920 — командир вдалого десанту на узбережжя Азовського моря.
- серпень 1920 — подав рапорт про відставку.
- серпень 1920 — у розпорядженні головнокомандуючого.
- 18 серпня 1920 — наказом генерала Врангеля отримав право на титул «Слащов-Кримський»[1].
- листопад 1920 — у складі Російської армії Врангеля евакуювався до Константинополя

## В еміграції
Після втечі з Криму Слащов з дружиною опинилися в Константинополі. Генерал вирощував овочі, продавав їх на ринку, в політичні чвари намагався не втручатися. Він був однаково неприйнятною персоною як для білогвардійців (з якими намагався не мати справи), так і для червоноармійців, які ненавиділи його через масові репресії. В низці листів і виступів, як усних, так і друкованих, Слащов різко засуджував Головнокомандувача і його штаб. За вироком суду честі генерал Слащов звільнений від служби без права носіння мундира. У відповідь на рішення суду генерал випустив у січні 1921 р. книгу: «Вимагаю суду суспільства та гласності. Оборона і здача Криму. (Мемуари і документи)».

## Повернення до Росії
У Москві Якова Олександровича призначили викладачем Військової Академії, але з причини того, що до нього дуже вороже ставилося багато слухачів, його перевели до школи комскладу «Постріл». Окрім цього, колишній генерал писав журнальні статті з військової справи.

## Зв'язки з українськими монархістами
Поразка армії генерала П. Врангеля спричинила еміграцію багатьох військовиків-білогвардійців до різних країн світу. Слащов виїхав до Туреччини. В Стамбулі на генерала вийшли українські офіцери-монархісти, котрі служили в армії П. П. Скоропадського. До генерала Слащова звернулися представники так званого Українського національного комітету. Після ліквідації Української Держави велика група старшин, пов'язаних з вільнокозацьким рухом, опинилася у складі Добровольчої армії. Серед них і О. Сахно-Устимович, який виступав за відродження Запорозького козацтва і козацьких порядків на звільнених від більшовиків територіях України. Українці погоджувалися, що всі українці у Стамбулі повинні бути переведені в окремі від росіян табори, а з них необхідно сформувати самостійні частини у врангелівській армії. Не погоджувалися вони лише на те, щоб підписати листа проти уряду УНР, а також звернутися до Антанти з проханням скасувати представництво Посольства УНР у Стамбулі. У зв'язку із цим переговори перервано, і представники повстанців виїхали через Болгарію до Польщі.
Місцем, де проводились повторні переговори між різними представниками українських монархістів та їхніми російськими однодумцями, стала Німеччина. На початку 20-х рр. Берлін був центром російської еміграції. За різними оцінками, там перебувало до 600 000 емігрантів. Більшість становили представники цивільних біженців, але була представлена і військова еміграція. На відміну від Болгарії і Королівства СХС (Югославії), серед військових переважали представники Північної та Західної білогвардійських армій. Маловідомим залишається те, що після захоплення влади Директорією значна група офіцерів, прихильників гетьманської ідеї, опинилися у педагогічному музеї. За наполяганням представників Антанти їх відправлено до Одеси, звідки вони морем попрямували до Західної армії та залишилися у Німеччині. Лідерами військової еміграції там стали П. Р. Бердмонт-Авалов та В. В. Біскупський, обидва були тісно пов'язані з Українською Державою. 
У січні 1921 р. Ф. Е. Дзержинський та Й. С. Уншліхт почали розробку операції з розкладу Білої еміграції. Особою, яка мала виконати це завдання, став генерал Я. О. Слащов. Для виконання цієї операції і переговорів з генералом був обраний співробітник Особливого відділу ВНК Я. Тененбаум, який мав псевдонім Єльський. З лютого по травень 1921 р. він вів переговори з генералом Я. Слащовим. З другого боку, таємні впливи на генерала були пов'язані з непересічним авантюристом та потрійним агентом Ф. І. Бітаком. У цей час представники від української групи Л. Бармаш та І. Полтавець-Остряниця підписали 3 та 6 квітня 1921 р. дві угоди з представниками генерала Я. О. Слащова. Представники генерала  визнавали незалежність України та статус союзника у боротьбі з більшовиками. План операції в Україні мав узгоджуватися з представниками української армії та білим генералом. Війська Слащова під час перебування в Україні мали не втручатися у внутрішні справи держави та її війська.
Українські монархісти брали зобов'язання бути союзниками та підтримати похід армії Я. Слащова на Москву. Українська сторона мала надати матеріальне забезпечення для військ, охорону тилу діючої армії та тверду адміністративну владу. Отже, якщо б ці угоди були реалізовані, то вперше за часи національно-визвольних змагань 1917—1921 рр. спільно б діяли представники російського Білого руху та українські самостійники монархічної орієнтації.

## Смерть
У січні 1929 року Слащова знайшли мертвим у власній квартирі. Як показала експертиза, він був застрелений 11 січня кількома пострілами з пістолета впритул. Незабаром вбивцю схопили. Ним виявився 24-річний Лазар Коленберг, який заявив, що убив Слащова за розстріл брата, здійснений генералом у Криму під час Громадянської війни. Це було прийнято виправдувальною причиною. Незабаром Коленберга відпустили.
За припущенням історика А. Кавтарадзе, Слащов міг стати однією з перших жертв репресій проти військових спеціалістів, колишніх генералів та офіцерів старої російської армії.

## Публікації
- «Дії авангарду в зустрічному бою»
- «Прорив і охоплення (обхват)»
- «Значення укріплених смуг в сучасній війні»
- «Боротьба з десантами»
- «Білий Крим»